# Krytyka Polityczna
Krytyka Polityczna (укр. Критика Політична) — польський лівий суспільно-політичний журнал, що виходить із 2002 року. Засновник і головний редактор Славомір Сєраковський. Окрім польського є також англомовне та українське видання «Критики Політичної».

## Мета й діяльність
Метою «Критики Політичної» (КП) є творення нового лівого середовища в Польщі. Однією з цілей журналу і створеного навколо нього середовища є також поєднання досі розділених один від одного культурних полів: політичного, наукового, літературного, театрального, кінематографічного та художнього. «Критика Політична» співпрацює з багатьма установами, організаціями, неформальними групами та спільнотами, зокрема з Корпорацією Ha!art, TR Warszawa тощо.
Середовищем «Критики Політичної» були створені також центр публічних дискусій, презентацій художніх робіт та соціальних і політичних проектів у Варшаві: в 2006—2009 рр. — центр REDakcja, з 2009 року — центр «Новий чудовий світ» (пол. Nowy Wspaniały Świat).
Також у багатьох містах Польщі діють читацькі осередки «Критики Політичної», які ставали центрами соціально-критичної думки та соціальної активності.
Окрім того, у грудні 2006 року «Критика Політична» у співпраці з Корпорацією Ha!art, започаткувала випуск нової книжкової серії — Seria Krytyki Politycznej, а у вересні 2007 року створила нове, незалежне видавництво — Wydawnictwo Krytyki Politycznej. Редакторами та перекладачами видавництва є члени команди Політичної критики. Обкладинки та ілюстрації готують художники пов'язані з середовищем КП: Артур Жмієвський, Вільгельм Сасналь та інші.
З 2012 року «Критика Політична» відкрила інтернет-портал, що працює як щоденна інтернет-газета, сфокусована на актуальних політичних і культурних подіях Польщі та всього світу. Журнал створений за підтримки Trust for Civil Society in Central and Eastern Europe та Open Society Foundations.
До кінця 2015 журнал частково фінансувався Міністерством культури і національної спадщини Польщі.